# Гільєрмо Стендардо
Гільєрмо Стендардо (італ. Guglielmo Stendardo, нар. 6 травня 1981, Неаполь) — італійський футболіст, захисник клубу «Аталанта».
Виступав, зокрема, за клуб «Сампдорія», а також молодіжну збірну Італії.
Володар Суперкубка Італії з футболу. 

## Клубна кар'єра
Народився 6 травня 1981 року в місті Неаполь. Вихованець футбольної школи клубу «Наполі». Дорослу футбольну кар'єру розпочав 1997 року в основній команді того ж клубу, в якій провів один сезон, взявши участь лише в 1 матчі чемпіонату. 
Проте привернув увагу представників тренерського штабу клубу «Сампдорія», до складу якого приєднався 1998 року. Відіграв за генуезький клуб наступні п'ять сезонів своєї ігрової кар'єри.
Згодом з 2003 по 2012 рік грав у складі команд клубів «Салернітана», «Катанія», «Перуджа», «Ювентус», «Лечче» та «Лаціо». З останнім клубом виборов титул володаря Суперкубка Італії з футболу.
До складу клубу «Аталанта» приєднався 2012 року. Відтоді встиг відіграти за бергамський клуб 92 матчі в національному чемпіонаті.

## Виступи за збірні
1997 року дебютував у складі юнацької збірної Італії, взяв участь у 16 іграх на юнацькому рівні, відзначившись одним забитим голом.
Протягом 2000–2001 років залучався до складу молодіжної збірної Італії. На молодіжному рівні зіграв у 5 офіційних матчах.

## Статистика виступів

### Статистика клубних виступів
| Сезон             | Команда           | Чемпіонат         | Чемпіонат | Чемпіонат | Національний кубок | Національний кубок | Національний кубок | Континентальні кубки | Континентальні кубки | Континентальні кубки | Інші змагання | Інші змагання | Інші змагання | Усього | Усього |
| Сезон             | Команда           | Ліга              | Ігор      | Голів     | Ліга               | Ігор               | Голів              | Ліга                 | Ігор                 | Голів                | Ліга          | Ігор          | Голів         | Ігор   | Голів  |
| ----------------- | ----------------- | ----------------- | --------- | --------- | ------------------ | ------------------ | ------------------ | -------------------- | -------------------- | -------------------- | ------------- | ------------- | ------------- | ------ | ------ |
| 1997–98           | Наполі            | A                 | 1         | 0         | КІ                 | -                  | -                  | -                    | -                    | -                    | -             | -             | -             | 1      | 0      |
| 1998–99           | Сампдорія         | A                 | -         | -         | КІ                 | -                  | -                  | -                    | -                    | -                    | -             | -             | -             | -      | -      |
| 1999–00           | Сампдорія         | B                 | 6         | 0         | КІ                 | 5                  | 0                  | -                    | -                    | -                    | -             | -             | -             | 11     | 0      |
| 2000–01           | Сампдорія         | B                 | 19        | 0         | КІ                 | 2                  | 0                  | -                    | -                    | -                    | -             | -             | -             | 21     | 0      |
| 2001–02           | Сампдорія         | B                 | 8         | 0         | КІ                 | 4                  | 0                  | -                    | -                    | -                    | -             | -             | -             | 12     | 0      |
| 2002-03           | Сампдорія         | B                 | 0         | 0         | КІ                 | 3                  | 0                  | -                    | -                    | -                    | -             | -             | -             | 3      | 0      |
| Усього Сампдорія  | Усього Сампдорія  | Усього Сампдорія  | 33        | 0         |                    | 14                 | 0                  |                      |                      |                      |               |               |               | 48     | 0      |
| 2003              | Салернітана       | B                 | 17        | 4         | -                  | -                  | -                  | -                    | -                    | -                    | -             | -             | -             | 17     | 4      |
| 2003–04           | Катанья           | B                 | 42        | 0         | КІ                 | 1                  | 0                  | -                    | -                    | -                    | -             | -             | -             | 43     | 0      |
| 2004–05           | Перуджа           | B                 | 32        | 2         | КІ                 | 2                  | 0                  | -                    | -                    | -                    | -             | -             | -             | 34     | 2      |
| 2005–06           | Лаціо             | A                 | 18        | 1         | КІ                 | 3                  | 0                  | Інт                  | -                    | -                    | -             | -             | -             | 21     | 1      |
| 2006–07           | Лаціо             | A                 | 21        | 3         | КІ                 | 3                  | 0                  | -                    | -                    | -                    | -             | -             | -             | 24     | 3      |
| 2007-08]]         | Лаціо             | A                 | 13        | 0         | КІ                 | 2                  | 0                  | ЛЧ                   | 7                    | 0                    | -             | -             | -             | 22     | 0      |
| 2008              | Ювентус           | A                 | 5         | 1         | КІ                 | 1                  | 0                  | -                    | -                    | -                    | -             | -             | -             | 6      | 1      |
| 2008–09           | Лечче             | A                 | 21        | 0         | КІ                 | -                  | -                  | -                    | -                    | -                    | -             | -             | -             | 21     | 0      |
| 2009–10           | Лаціо             | A                 | 19        | 2         | КІ                 | 2                  | 0                  | ЛЄ                   | -                    | -                    | СІ            | 0             | -             | 21     | 2      |
| 2010–11           | Лаціо             | A                 | 14        | 0         | КІ                 | 2                  | 1                  | -                    | -                    | -                    | -             | -             | -             | 16     | 1      |
| 2011-12           | Лаціо             | A                 | -         | -         | КІ                 | -                  | -                  | ЛЄ                   | -                    | -                    | -             | -             | -             | -      | -      |
| Усього Lazio      | Усього Lazio      | Усього Lazio      | 85        | 6         |                    | 12                 | 1                  |                      | 7                    | 0                    |               | -             | -             | 104    | 7      |
| 2012              | Аталанта          | A                 | 16        | 0         | КІ                 | -                  | -                  | -                    | -                    | -                    | -             | -             | -             | 16     | 0      |
| 2012–13           | Аталанта          | A                 | 32        | 2         | КІ                 | -                  | -                  | -                    | -                    | -                    | -             | -             | -             | 32     | 2      |
| 2013–14           | Аталанта          | A                 | 28        | 2         | КІ                 | 2                  | 0                  | -                    | -                    | -                    | -             | -             | -             | 30     | 2      |
| 2014–15           | Аталанта          | A                 | 16        | 2         | КІ                 | 2                  | 0                  | -                    | -                    | -                    | -             | -             | -             | 17     | 2      |
| Усього Аталанта   | Усього Аталанта   | Усього Аталанта   | 92        | 6         |                    | 4                  | 0                  |                      | -                    | -                    |               | -             | -             | 96     | 6      |
| Усього за кар'єру | Усього за кар'єру | Усього за кар'єру | 328       | 19        |                    | 34                 | 1                  |                      | 7                    | 0                    |               | -             | -             | 369    | 20     |

## Титули і досягнення
- Володар Суперкубка Італії з футболу (1):

«Лаціо»:  2009